# Venedig
Venedig (italiensk: Venezia) er en by i det nordøstlige Italien og er hovedby i regionen Veneto. Den ligger ved en lagune i Adriaterhavet og er spredt over 118 øer. Der er 250.369(2023)indbyggere. Byen er mest kendt for sine kanaler.
Venedig blev grundlagt i det 5. århundrede, og var allerede i det 11. århundrede en stor sømagt og blev i det 14. århundrede den førende italienske bystat. Byen tilhørte Østrig fra 1798 frem til 1866, da den blev en del af kongeriget Italien. Preussen havde bortlovet Venedig til kongeriget Sardinien, det senere Italien.
Byen blev i 1987 optaget på UNESCOs liste over verdens kulturarv .
Husene i Venedig er bygget på træpæle, og mange steder ligger husene ikke mere end én meter over dagligt vande. Ganske vist er tidevandet i Middelhavet meget svagere end i fx Atlanterhavet, men specielt ved fuldmåne er risikoen for oversvømmelse stor. Ofte er der flere centimeter vand på Markuspladsen, så man lægger gangbrædder ud – det gælder også i selve Markuskirken. I 1966 stod vandet i én meters højde på Markuspladsen. Hertil kommer, at de gamle pæle, som byen er bygget på, er ved at rådne. Hvert år kommer mere end 12 millioner turister til Venedig, heraf 80% éndagsturister. På den anden side er befolkningen i Venedig mere end halveret gennem de sidste 50 år. Transportomkostninger er for høje. Det er ikke muligt at bygge nyt.
Venedig kaldes ofte for Adriaterhavets Dronning. Siden 1177 og så længe republikken bestod, blev der hvert år på Kristi Himmelfartsdag afholdt en ceremoni eller fest, kaldet Sposalizio del Mar ("ægteskabet med havet"). Festens højdepunkt var, når dogen efter at have modtaget patriarkens velsignelse kastede en guldring i havet med disse ord "Vi tager dig til ægte, o hav, som tegn på sandt og varigt herre."

## Historie
Da Romerriget går i opløsning omkring år 500, bliver livet omkring Venedig meget turbulent, og befolkningen lærer hurtigt at tage deres ejendele på nakken og flygte ud på øerne i lagunen, når fjenden nærmer sig. Først kommer visigoterne under Alarik, dernæst hunnerne under Attila, så ostgoterne og endelig langobarderne. Nogle af disse barbarer kommer alene for at plyndre, hvorefter de forsvinder igen. Andre gange slår de sig ned på fastlandet for længere tid. Efter longobardernes invasion i år 568 beslutter beboerne at forblive på øerne. Den første ø, der bliver beboet, er Torcello, som også bliver samfundets religiøse centrum, men siden bliver samtlige 118 øer taget i brug. Da problemet med malaria bliver for påtrængende, begynder man at flytte til Venedig, først til den "høje bred", Riva Alta hvor Rialtobroen ligger.
I år 584 betyder de facto delingen af romerriget at Venedig bliver en del af det byzantiske rige, men de opnår ikke desto mindre en høj grad af selvstændighed. Byen lever af at sælge salt til fastlandet. Beboerne i Venedig bliver hurtigt et dygtigt handelsfolk, der til lands og især til vands udvider deres handelsområde, så de snart dominerer handelen med krydderier, silke mv. fra østen. Øboerne organiserer sig i et ordnet samfund med fælles love og en fælles leder, dogen. Den første doge udråbes i 697, og med kortvarige afbrydelser undervejs består dogestyret i 1100 år indtil 1797. Mange af de første doger blev myrdet pga utilfredshed fra undersåtterne. Nogle gange "slipper de med" at blive fordrevet efter at have fået øjnene revet ud. Endelig vælger nogle doger af egen drift at træde tilbage og i stedet vælge det rolige klosterliv. Valget af dogen skifter karakter fra at have været et folkeligt anliggende til at blive et privilegium for aristokraterne. For at sikre dette privilegium besluttes, at dogens søn under ingen omstændigheder kan efterfølge sin fader, uanset kvalifikationer. Samtidig bliver stadig større dele af magten lagt i hænderne på forskellige forsamlinger som Storrådet, Timandsrådet og "De Vise", ligesom den forfatningsed, som den nykårede doge må underskrive, får karakter af en håndfæstning. Da det flere gange sker, at den person, som er valgt til doge, afslår hvervet, beslutter Storrådet, at ingen kan undslå sig, når han først er blevet valgt. Der er eksempler på, at personer er flygtet af frygt for at blive valgt, hvorefter Storrådet har bragt den pågældende tilbage med magt og påtvunget ham dogeværdigheden. Republikkens 11. doge, Giustiniano Partecipazio, som regerer fra 827-829, grundlægger den første Markuskirke og det første Dogepalads på det sted, hvor de eksisterende bygningsværker ligger i dag.
I løbet af det 11. århundrede erobrer Venedig handelspunkter i den sydlige del af landet. Byzans begynder nu at blive lidt bekymret over Venedigs voksende magt, og de allierer sig med Venedigs konkurrenter, Pisa og Genova. Venedig under doge Enrico Dandolo (1192-1205) svarer igen ved at gå i spidsen for det 4. korstog og – mod en svimlende betaling – stille en flåde på 300 skibe til rådighed for korsridderne. Men på trods af pavens vrede vælger styrken at indtage Konstantinopel i stedet for at befri Jerusalem, hvilket ellers er missionens erklærede mål. I en barbarisk blodrus rippes byen for alt af værdi. Det sker i 1204. Broderparten af det rige krigsbytte tilfalder Venedig, hvilket er med til at sikre byens velstand.
I 1271 kommer Marco Polo til Kublai Khans hof, hvor han bliver de følgende 17 år. I 1292 vender han tilbage i triumf til Venedig og udgiver sine farverige rejsebeskrivelser.
Krigen mod Genova står på i flere hundrede år, og den afsluttes med en indædt kamp fra 1374-1380. Genova tilføjer den venetianske flåde et knusende nederlag i slaget ved Pola, og den slagne admiral, Vettore Pisani kastes i fængsel. Men da Genova trænger helt frem til Lido'en, kræver flåden at få deres admiral tilbage. I en hast får han gjort flåden kampklar, og i 1380 tilføjer han fjenden det afgørende nederlag.
Venedig fortsætter sin ekspansion på fastlandet, hvor de erobrer Brescia i 1426 og trænger frem mod Milano. I 1450 indgås en fredsaftale mellem Milano og Venedig. Da jøderne udvises fra Spanien, efter at maurerne er blevet slået tilbage i 1492, bosætter mange af dem sig i Venedig, hvor der opstår en stor jøde-ghetto. Venedigs storhedstid som handelscentrum og magtfaktor er dog ved at være forbi. I 1492 opdager Christoffer Columbus, som er genovesisk sømand i spansk tjeneste, "den nye verden", Amerika. I 1498 finder portugiseren Vasco da Gama en ny søvej til Østen syd om Kap Det Gode Håb.
Kampene mod tyrkerne, som i den mellemliggende periode har opbygget en duelig flåde, blusser op igen. I 1453 erobrer tyrkerne Konstantinopel. Da den venetianske flåde i flere omgange rammes af pest, ender det med, at tyrkerne kan trække sig ud af kampene som de reelle sejrherrer, og selv om Venedig formelt har vundet krigen, må de betale krigsskadeserstatning til tyrkerne. I 1573 må Venedig afstå Cypern til tyrkerne. Imidlertid blomstrer kulturlivet i Venedig, som får en voksende betydning som kulturcentrum for bygningskunst, musik, teater og det berømte karneval.
Da Napoleon dukker op på scenen, er republikkens dage talte. Den 12. maj 1797 tvinges dogen Lodovico Manin, den 120. i rækken, til at abdicere, og i stedet oprettes et provisorisk styre under fransk kontrol. Franskmændene planter "et frihedens træ" på Markuspladsen – en hån mod et folk, som for første gang i 1100 år har mistet deres frihed. Senere på året sælger Napoleon Venedig til østrigerne mod i stedet at få et stykke af Lombardiet. Under revolutionsbølgen i 1848 forsøger venetianerne at befri sig af de østrigske lænker. Det lykkes i første omgang, og Venedig udråbes igen til en republik med frihedshelten Daniele Manin som leder. Men Østrig vender frygteligt tilbage med en veludrustet hær under feltmarskal Joseph Radetzky, som belejrer byen og udsætter den for voldsomme bombardementer. På randen af hungersnød og plaget af kolera må venetianerne overgive sig. Først i 1866, efter at preusserne har slået østrigerne, kommer Venedig med i det nye italienske kongerige.

## Klima
| Vejr for Venedig                | Vejr for Venedig | Vejr for Venedig | Vejr for Venedig | Vejr for Venedig | Vejr for Venedig | Vejr for Venedig | Vejr for Venedig | Vejr for Venedig | Vejr for Venedig | Vejr for Venedig | Vejr for Venedig | Vejr for Venedig | Vejr for Venedig |
|                                 | Jan              | Feb              | Mar              | Apr              | Maj              | Jun              | Jul              | Aug              | Sep              | Okt              | Nov              | Dec              | År               |
| ------------------------------- | ---------------- | ---------------- | ---------------- | ---------------- | ---------------- | ---------------- | ---------------- | ---------------- | ---------------- | ---------------- | ---------------- | ---------------- | ---------------- |
| Gennemsnitlig maks °C           | 5,8              | 8,2              | 12               | 16,3             | 21,2             | 24,8             | 27,5             | 27               | 23,6             | 18,1             | 11,5             | 6,7              | 16,9             |
| Gennemsnitlig min °C            | −0,9             | 0,7              | 3,8              | 7,9              | 12,3             | 15,9             | 17,8             | 17,3             | 14,2             | 9,4              | 4,2              | 0                | 8,6              |
| Gennemsnitlig nedbør mm         | 58               | 54               | 57               | 64               | 69               | 76               | 63               | 83               | 66               | 69               | 87               | 54               | 800              |
| Kilde (20. april 2017): TurVejr |                  |                  |                  |                  |                  |                  |                  |                  |                  |                  |                  |                  |                  |

## Transport
Byens hovedlufthavn er Venedig Marco Polo Lufthavn som er placeret cirka 10 kilometer fra centrum og er Italiens 4.-største. Den ekspederede over 11 millioner passagerer i 2018. I Treviso, cirka 20 kilometer fra Venedig, er Treviso Lufthavn beliggende. Denne bliver primært benyttet af lavprisflyselskaber.

## Galleri
- Gondoler i Canal Grande
- Video
- Gondoler i en af Venedigs kanaler.
- Billede over Venedig.

## Fodnoter
1. ↑  www.comune.venezia.it (fra Wikidata).
2. 1 2  demo.istat.it (fra Wikidata).
3. ↑  Venice and its Lagoon på  whc.unesco.org, hentet 27. januar 2018
4. ↑  "Vejret i Venedig året rundt". turvejr.com.